# DDR-Skimeisterschaften 1980
Die Wettkämpfe der 32. DDR-Skimeisterschaften fanden vom 29. Februar bis zum 2. März 1980 im sächsischen Klingenthal-Mühlleithen statt. Dabei wurden neun Wettkämpfe, sieben Einzel- und zwei Staffelentscheidungen, im Skilanglauf, der Nordischen Kombination und im Skispringen ausgetragen. Noch anderthalb Wochen zuvor hatten fast alle neuen DDR-Meister an den XIII. Olympischen Winterspielen in Lake Placid teilgenommen. Von dort hatten die Nordischen Skisportler drei Goldmedaillen und je eine silberne und bronzene Medaille mitgebracht. Zudem war Veronika Hesse in dieser Zeit Weltmeisterin über die 20-km-Strecke geworden. Die Langstreckenmeisterschaften über 20 km der Frauen und 50 km der Männer, die am 16. März 1980 in Oberwiesenthal stattfanden, rundeten die Titelkämpfe ab.

## Langlauf

### Männer

#### 15 km
Auf der kürzeren Laufstrecke holte sich der einzige Olympiateilnehmer bei den Langläufern, Lokalmatador Alf-Gerd Deckert, den Meistertitel.
Datum: Sonnabend, 1. März 1980
| Platz | Sportler            | Mannschaft                | Zeit (min) |
| ----- | ------------------- | ------------------------- | ---------- |
| 1     | Alf-Gerd Deckert    | SC Dynamo Klingenthal     | 46:01,66   |
| 2     | Siegfried Kautz     | SC Motor Zella-Mehlis     | 46:38,96   |
| 3     | Peter Anders        | ASK Vorwärts Oberhof      | 46:52,04   |
| 4     | Steffen Kühne       | SC Dynamo Klingenthal     | 47:13,72   |
| 5     | Christoph Rollinger | SC Traktor Oberwiesenthal | 47:38,75   |
| 6     | Jürgen Bachmann     | SC Dynamo Klingenthal     | 47:45,80   |

#### 30 km
Beim ersten Männerwettbewerb gab es gleich einen Klingenthaler Dreifacherfolg. Karsten Brandt konnte dabei seinen ersten Meistertitel bei den Senioren feiern. Er verwies den Olympiateilnehmer Alf-Gerd Deckert auf den zweiten Platz mit über einer halben Minute Vorsprung.
Datum: Freitag, 29. Februar 1980
| Platz | Sportler            | Mannschaft                | Zeit (h)   |
| ----- | ------------------- | ------------------------- | ---------- |
| 1     | Karsten Brandt      | SC Dynamo Klingenthal     | 1:36:44,46 |
| 2     | Alf-Gerd Deckert    | SC Dynamo Klingenthal     | 1:37:16,27 |
| 3     | Jürgen Bachmann     | SC Dynamo Klingenthal     | 1:38:35,18 |
| 4     | Christoph Rollinger | SC Traktor Oberwiesenthal | 1:39:14,08 |
| 5     | Peter Anders        | ASK Vorwärts Oberhof      | 1:39:35,50 |
| 6     | Steffen Kühne       | SC Dynamo Klingenthal     | 1:40:06,88 |

#### 50 km
Der letzte Meistertitel bei den Männern ging nach Zella-Mehlis. In Abwesenheit von Alf-Gerd Deckert konnte sich bei wechselnden Temperaturbedingungen Siegfried Kautz Gold vor seinem Klubkameraden Helmut Schlott sichern. Für beide war es der krönende Abschluss ihrer leistungssportlichen Karriere, da sie danach vom Leistungssport zurücktraten.
Datum: Sonntag, 16. März 1980
| Platz | Sportler         | Mannschaft                | Zeit (h) |
| ----- | ---------------- | ------------------------- | -------- |
| 1     | Siegfried Kautz  | SC Motor Zella-Mehlis     | 2:53:15  |
| 2     | Helmut Schlott   | SC Motor Zella-Mehlis     | 2:54:27  |
| 3     | Andreas Schubert | SC Traktor Oberwiesenthal | 2:55:11  |
| 4     | Heiko Töpelt     | SC Dynamo Klingenthal     | 2:55:54  |
| 5     | Thomas Straube   | SC Motor Zella-Mehlis     | 2:56:39  |
| 6     | Heiko Schmidt    | ASK Vorwärts Oberhof      | 2:56:43  |

#### 4 × 10-km-Staffel
Den Staffeltitel holte sich vor heimischer Kulisse die Mannschaft aus Klingenthal mit den beiden neuen Einzelmeistern Brandt und Deckert. Sie verwiesen mit über anderthalb Minuten Vorsprung die Staffel aus Oberhof auf den Silberrang. Bronze ging nach Zella-Mehlis.
Datum: Sonntag, 2. März 1980
| Platz | Mannschaft            | Sportler                                                      | Zeit (h)   |
| ----- | --------------------- | ------------------------------------------------------------- | ---------- |
| 1     | SC Dynamo Klingenthal | Steffen Kühne Jürgen Bachmann Alf-Gerd Deckert Karsten Brandt | 2:06:22,73 |
| 2     | ASK Vorwärts Oberhof  | Detlef Kotlinsky Peter Anders Udo Recknagel Arnd Krause       | 2:07:58,48 |
| 3     | SC Motor Zella-Mehlis | Frank Gruber Siegfried Kautz Ottmar Krauß Helmut Schlott      | 2:08:11,17 |

### Frauen

#### 5 km
Mit der Kurzstrecke starteten die Frauenwettbewerbe. Außer Barbara Petzold, die wegen einer Erkältung aussetzte, waren alle Mitglieder der Gold-Staffel von Lake Placid am Start. Und diese Athletinnen machten die Medaillenvergabe unter sich aus. Meisterin wurde wieder, wie bereits im Vorjahr, Veronika Hesse mit über 20 Sekunden Vorsprung. Bei der Vergabe der Silbermedaille mussten am Ende Zehntelsekunden entscheiden. Letzten Endes wurde Marlies Rostock vor Carola Anding Zweite.
Datum: Freitag, 29. Februar 1980
| Platz | Sportler        | Mannschaft                | Zeit (min) |
| ----- | --------------- | ------------------------- | ---------- |
| 1     | Veronika Hesse  | SC Motor Zella-Mehlis     | 17:38,85   |
| 2     | Marlies Rostock | SC Dynamo Klingenthal     | 18:01,37   |
| 3     | Carola Anding   | ASK Vorwärts Oberhof      | 18:01,66   |
| 4     | Ute Nestler     | SC Traktor Oberwiesenthal | 18:22,30   |
| 5     | Elvira Pechmann | SC Dynamo Klingenthal     | 18:28,07   |
| 6     | Beate Witscher  | SC Traktor Oberwiesenthal | 18:36,44   |

#### 10 km
Auch über 10 Kilometer hieß die Siegerin Veronika Hesse. Dabei sah es nach der Hälfte der Strecke noch gar nicht danach aus. Durch einen Sturz nach ungefähr einem Kilometer hatte Hesse wertvolle Sekunden verloren. Deshalb lag zur Halbzeit Carola Anding mit 14 Sekunden Vorsprung vorn. Am Ende jedoch hatte Veronika Hesse den Rückstand wettgemacht und noch 22 Sekunden herausgelaufen. Bronze erlief sich mit Marlies Rostock ein weiteres Mitglied der Gold-Staffel von Lake Placid.
Datum: Sonnabend, 1. März 1980
| Platz | Sportler        | Mannschaft                | Zeit (min) |
| ----- | --------------- | ------------------------- | ---------- |
| 1     | Veronika Hesse  | SC Motor Zella-Mehlis     | 34:28,20   |
| 2     | Carola Anding   | ASK Vorwärts Oberhof      | 34:50,11   |
| 3     | Marlies Rostock | SC Dynamo Klingenthal     | 35:04,84   |
| 4     | Ute Nestler     | SC Traktor Oberwiesenthal | 36:23,82   |
| 5     | Bärbel Viertel  | SC Traktor Oberwiesenthal | 37:10,37   |
| 6     | Karin Gündel    | SC Dynamo Klingenthal     | 37:13,96   |

#### 20 km
Vor heimischer Kulisse holte sich Barbara Petzold nach spannendem Kampf den Titel über die Langstrecke. Bis kurz vor Schluss lag ständig die Weltmeisterin über diese Strecke, Veronika Hesse, in Führung, immer mit 10 bis 15 Sekunden Vorsprung. Zweieinhalb Kilometer vor dem Ziel schloss Barbara Petzold zu ihrer Nationalmannschaftskollegin auf und kam am Ende mit 13 Sekunden Vorsprung ins Ziel. Bronzemedaillengewinnerin Carola Anding kam abgeschlagen mit zwei Minuten Rückstand auf Hesse ins Ziel.
Datum: Sonntag, 16. März 1980
| Platz | Sportler        | Mannschaft                | Zeit (h) |
| ----- | --------------- | ------------------------- | -------- |
| 1     | Barbara Petzold | SC Traktor Oberwiesenthal | 1:14:51  |
| 2     | Veronika Hesse  | SC Motor Zella-Mehlis     | 1:15:04  |
| 3     | Carola Anding   | ASK Vorwärts Oberhof      | 1:17:04  |
| 4     | Marlies Rostock | SC Dynamo Klingenthal     | 1:19:09  |
| 5     | Ute Nestler     | SC Traktor Oberwiesenthal | 1:19:19  |
| 6     | Petra Rohrmann  | SC Motor Zella-Mehlis     | 1:19:42  |

#### 4 × 5-km-Staffel
Bei der Staffelentscheidung konnte sich nun auch die bis dahin pausierende Barbara Petzold einen Meistertitel sichern. Als Schlussläuferin kam sie mit 14 Sekunden Vorsprung vor ihrer Nationalmannschaftskollegin Marlies Rostock ins Ziel. Bronze holte sich die Staffel aus Oberhof mit der erst 16-jährigen Schlussläuferin Kerstin Moring.
Datum: Sonntag, 2. März 1980
| Platz | Mannschaft                | Sportler                                                   | Zeit (h)   |
| ----- | ------------------------- | ---------------------------------------------------------- | ---------- |
| 1     | SC Traktor Oberwiesenthal | Bärbel Viertel Beate Witscher Ute Nestler Barbara Petzold  | 1:10:45,78 |
| 2     | SC Dynamo Klingenthal I   | Mandy Metzner Elvira Pechmann Karin Gündel Marlies Rostock | 1:10:59,64 |
| 3     | ASK Vorwärts Oberhof      | Petra Sölter Romy Anacker Carola Anding Kerstin Moring     | 1:12:13,27 |

## Nordische Kombination
In Abwesenheit des Olympiasiegers Ulrich Wehling waren der Bronzemedaillengewinner von Lake Placid, Konrad Winkler, und der Olympiafünfte Uwe Dotzauer die Favoriten. Nach dem Springen bot sich jedoch ein anderes Bild. Die Oberwiesenthaler Wilfried Ott und Frank Röder lagen vor Uwe Dotzauer und Konrad Winkler. Im Langlauf jedoch lief Konrad Winkler die mit Abstand schnellste Zeit und sicherte sich so den Meistertitel. Uwe Dotzauer benötigte für die 15 Kilometer 1:09 Minuten mehr, was die drittschnellste Laufzeit war und am Ende für Silber reichte. Für Frank Röder sprang mit der fünftschnellsten Laufzeit noch Bronze heraus.
Datum: Sprunglauf Freitag, 29. Februar 1980; 15-km-Langlauf Sonnabend, 1. März 1980
| Platz | Sportler       | Mannschaft                | Punkte |
| ----- | -------------- | ------------------------- | ------ |
| 1     | Konrad Winkler | SC Traktor Oberwiesenthal | 433,40 |
| 2     | Uwe Dotzauer   | SC Dynamo Klingenthal     | 427,39 |
| 3     | Frank Röder    | SC Traktor Oberwiesenthal | 424,18 |
| 4     | Andreas Langer | SC Traktor Oberwiesenthal | 421,34 |
| 5     | Wilfried Ott   | SC Traktor Oberwiesenthal | 399,46 |
| 6     | Rainer Köhler  | SC Traktor Oberwiesenthal | 396,07 |

## Skispringen

### Normalschanze
Auf der kleinen Schanze hatten sich nach dem ersten Durchgang drei Springer in der Reihenfolge Weber-Duschek-Glaß abgesetzt. Allerdings konnte der Oberhofer Martin Weber diese Führung nicht verteidigen. Mit der Tagesbestweite von 76 Metern schoben sich sowohl Harald Duschek als auch Henry Glaß noch an Weber vorbei. Der Zella-Mehliser Duschek konnte sich am Ende aufgrund besserer Haltungsnoten mit 0,3 Punkten Vorsprung vor Henry Glaß den Meistertitel sichern.
Datum: Freitag, 29. Februar 1980
| Platz | Sportler              | Mannschaft            | Punkte |
| ----- | --------------------- | --------------------- | ------ |
| 1     | Harald Duschek        | SC Motor Zella-Mehlis | 261,9  |
| 2     | Henry Glaß            | SC Dynamo Klingenthal | 261,6  |
| 3     | Martin Weber          | ASK Vorwärts Oberhof  | 257,7  |
| 4     | Klaus Ostwald         | SC Dynamo Klingenthal | 245,1  |
| 5     | Thomas Meisinger      | SC Dynamo Klingenthal | 237,6  |
| 6     | Holger Greiner-Petter | SC Motor Zella-Mehlis | 234,0  |

### Großschanze
Der Sprungwettbewerb auf der Großschanze geriet zu Klingenthaler Klubmeisterschaften. Auf den ersten sechs Plätzen lagen allesamt Athleten des vogtländischen Leistungssportzentrums. Dabei konnte sich Henry Glaß nach Silber auf der kleinen Schanze nun über den Meistertitel freuen, wenngleich die Entscheidung denkbar knapp ausfiel. Nur 0,8 Punkte trennten den Silbermedaillengewinner Thomas Meisinger vom Meistertitel. Dabei lag er nach indiskutablen 89 Metern im ersten Durchgang noch außerhalb der Medaillenplätze. Mit der Tagesbestweite von 102,5 Metern katapultierte er sich aber noch auf den Silberrang.
Datum: Sonntag, 2. März 1980
| Platz | Sportler         | Mannschaft            | Punkte |
| ----- | ---------------- | --------------------- | ------ |
| 1     | Henry Glaß       | SC Dynamo Klingenthal | 236,1  |
| 2     | Thomas Meisinger | SC Dynamo Klingenthal | 235,3  |
| 3     | Klaus Ostwald    | SC Dynamo Klingenthal | 229,0  |
| 4     | Andreas Hille    | SC Dynamo Klingenthal | 220,5  |
| 5     | Manfred Deckert  | SC Dynamo Klingenthal | 220,0  |
| 6     | Olaf Schmidt     | SC Dynamo Klingenthal | 209,2  |

## Medaillenspiegel
Bis auf den ASK Oberhof konnten alle drei anderen Leistungszentren Meistertitel erringen. Erfolgreichster Sportclub wurde der Gastgeber aus Klingenthal vor dem SC Motor Zella-Mehlis.
| Medaillenspiegel (nach allen 11 Wettbewerben) | Medaillenspiegel (nach allen 11 Wettbewerben) | Medaillenspiegel (nach allen 11 Wettbewerben) | Medaillenspiegel (nach allen 11 Wettbewerben) | Medaillenspiegel (nach allen 11 Wettbewerben) | Medaillenspiegel (nach allen 11 Wettbewerben) |
| Platz                                         | Mannschaft                                    | Gold                                          | Silber                                        | Bronze                                        | Gesamt                                        |
| --------------------------------------------- | --------------------------------------------- | --------------------------------------------- | --------------------------------------------- | --------------------------------------------- | --------------------------------------------- |
| 1                                             | SC Dynamo Klingenthal                         | 4                                             | 6                                             | 3                                             | 13                                            |
| 2                                             | SC Motor Zella-Mehlis                         | 4                                             | 3                                             | 1                                             | 8                                             |
| 3                                             | SC Traktor Oberwiesenthal                     | 3                                             | 0                                             | 2                                             | 5                                             |
| 4                                             | ASK Vorwärts Oberhof                          | 0                                             | 2                                             | 5                                             | 7                                             |